# Hakeem Adeniji
Hakeem Adeniji (Garland, 8 dicembre 1997) è un giocatore di football americano statunitense che milita nel ruolo di offensive guard per i Cleveland Browns della National Football League (NFL).

## Carriera

### Cincinnati Bengals
Adeniji al college giocò a football all'Università del Kansas dal 2016 al 2019. Fu scelto nel corso del sesto giro (180º assoluto) del Draft NFL 2020 dai Cincinnati Bengals. Debuttò come professionista nel secondo turno contro i Cleveland Browns e la settimana successiva disputò la prima partita come titolare. La sua stagione da rookie si concluse con 15 presenze, di cui 5 come titolare.
Il 13 febbraio 2022 Adeniji partì come titolare nel Super Bowl LVI ma i Bengals furono sconfitti dai Los Angeles Rams per 23-20.

### Minnesota Vikings
Il 31 agosto 2023 Adeniji firmò con la squadra di allenamento dei Minnesota Vikings.

### Cleveland Browns
Il 13 marzo 2024 Adeniji firmò con i Cleveland Browns. Il 19 agosto fu inserito in lista infortunati.

## Palmarès
- American Football Conference Championship: 1

Cincinnati Bengals: 2021